# 馬克韋恩·馬林
馬克韋恩·馬林（英語：Markwayne Mullin；1977年7月26日—），生于美国俄克拉荷马州塔尔萨，美國政治人物、商人，自2023年起擔任奧克拉荷馬州聯邦參議員。馬林是共和黨黨員，在2022年特別選舉中當選，擔任吉姆·英霍夫的剩餘任期。馬林是自2005年本·奈特霍斯·坎貝爾退休以來的第一位美國原住民參議員。他也是第二位被選入參議院有切羅基血統的人；第一位是羅伯特·萊瑟姆·歐文，於1925年退休。在當選參議員之前，馬林在2013年至2023年擔任奧克拉荷馬州第二國會區的聯邦眾議員。